# Idris (операционная система)
Idris — многозадачная Unix-подобная многопользовательская операционная система реального времени, выпускавшаяся с 1978 по 1988 годы американской компанией Whitesmiths.
Работа над системой начата Филипом Плоджером в августе 1978 года, первая версия создана для PDP-11. Система двоично совместима с Version 6 Unix на PDP-11, но также может работать и на машинах без блока управления памятью (вроде LSI-11 или PDP-11/23). Для работы ядра требуется 31 килобайт ОЗУ и компилятор языка Си (имеющийся в стандартном наборе Version 6 Unix), требующий примерно такого же объёма памяти.
Позднее система портировалась на платформы VAX, Motorola 68000, System/370 и Intel 8086. В 1986 году Дэвид Стэнхоуп и Скип Тавакколиан из Computer Tools International портировали Idris на Atari ST и разработали для картридж с загружаемым из ПЗУ образом системы. В ходе этой работы на Idris также была портирована X Window System. Computer Tools International и Whitesmiths предложили получившуюся систему компании Atari для замены Atari TOS, но в конечном счёте продавали её напрямую пользователям Atari ST.
Специфическая версия Idris, под названием CoIdris, была упакована в .COM файл для MS-DOS и использовалась для служб низкоуровневого ввода-вывода.
Джоном О’Брайеном из австралийского филиала Whitesmiths система была портирована на Apple Macintosh, получив название MacIdris, версия распространялась до начала 1990-х годов. MacIdris может работать в качестве приложения под Finder или MultiFinder.
После слияния Whitesmiths с Intermetrics вместе с набором инструментов для программирования Idris была портирована на транспьютерную архитектуру Inmos T800.